# Fabbri Editori
Fratelli Fabbri Editori è una casa editrice italiana fondata nel 1947 dai fratelli di origine forlivese Giovanni e Dino Fabbri, cui si aggiunse in un secondo tempo Rino. Dal 2016 appartiene al Gruppo Mondadori.

## Storia

### Origini
Provenienti da una famiglia di piccoli commercianti forlivesi, i tre fratelli Fabbri vengono iniziati sin da piccoli all'amore per l'arte e la cultura classica dal padre Ottavio.
Il primogenito Giovanni, non appena laureatosi in medicina si unisce alle formazioni partigiane della Val d'Ossola. Finita la guerra, preferendo i libri alla professione medica, decide di intraprendere la carriera dell'editore, riuscendo a coinvolgere il fratello Dino. Negli ultimi mesi del 1945 nasce la «Edizioni Stampe Internazionali» (ESI), che pubblica alcuni libri destinati agli studenti, uno dei quali ha subito un lusinghiero successo: si tratta di un corso per imparare in poco tempo la lingua inglese, scritto da Mario Hazon. Parte del successo deriva dal fatto che l'opera è diffusa nelle edicole a dispense, strategia di distribuzione di cui i fratelli Fabbri sono i pionieri in Italia.
Nel 1947 i due fratelli avviano l'impresa che porta il loro nome: la «Fratelli Fabbri Editori». Successivamente si unisce ai due fratelli anche Rino. Ciò che contraddistingue i libri della Fabbri Editori è il ricco materiale iconografico utilizzato a corredo dei testi. Grazie alla stampa offset, vengono realizzare enciclopedie vivamente illustrate che incontrano subito il favore degli studenti delle scuole primarie. La nuova casa editrice ottiene un immediato successo nel mercato dei libri di testo. Inizialmente si concentra sulla scuola dell'obbligo (che all'epoca in Italia terminava con la quinta elementare). In un secondo tempo entra anche nel mercato dei libri di testo per i licei, divenendo l'operatore dominante.
La prima raccolta è la "Collezione di saggi e studi critici" che in seguito alla pubblicazione del saggio di Leone Piccioni Sui Contemporanei, si trasformò in "Nuovi Studi Critici". In contemporanea alle pubblicazioni riguardanti le scuole superiori e le pubblicazioni parascolastiche di Nangeroni, vengono editi per le elementari il corso completo di lettura Gaiezza [1947], Primavera del sapere [1947/48]. il passaggio ai libri per ragazzi avviene nel 1952 con le prime raccolte come le "Biblioteche dei fanciulli"  suddivise in serie per segmenti di età.
Il salto di qualità viene dall'idea di stampare, in dispense periodiche, grandi opere classiche illustrate come La Divina Commedia e La Bibbia. Il gradimento del pubblico incoraggia l'uscita, sul finire degli anni cinquanta, di altre pubblicazioni a fascicoli come Capolavori nei secoli e, soprattutto, I maestri del colore.

### Anni sessanta
Negli anni sessanta, la Fratelli Fabbri Editori raggiunge l'apice della sua fama proponendo, sempre a fascicoli distribuiti nelle edicole, l'enciclopedia illustrata Conoscere. Nata nel 1958, l'enciclopedia sarà venduta a fascicoli nelle edicole, in 6 edizioni aggiornate, fino al 1963. I fascicoli venduti raggiunsero l'astronomico numero di seicento milioni. Minore successo avrà invece la più matura Capire.
In quegli anni la casa editrice vende circa un miliardo e mezzo di dispense, pubblicate in decine di paesi e tradotte in 14 lingue, tra cui l'hindi, l'urdu, l'afrikaans, il turco e il bulgaro.
È anche la prima casa editrice italiana a mettere sul mercato prodotti multimediali: sia Conoscere sia Capire allegano supporti discografici e altre collane quali Fiabe sonore, I grandi musicisti, Le Grandi Opere Liriche e la Grande storia della musica, proseguono l'esperienza anche affrontando problematiche sconosciute per l'epoca. Ad esempio, per I grandi musicisti, al fine di rientrare nel packaging standard dell'editoria, venne commissionata alla Philips la produzione di 10 milioni di LP speciali, dal diametro di 25 centimetri.
Verso la fine degli anni sessanta, a causa della saturazione di mercato e delle agitazioni sociali, i fratelli Dino e Rino decidono di vendere le loro quote per dedicarsi ad altre attività all'estero, contrastati dal netto rifiuto del fratello maggiore.

### Anni settanta
Nel 1970 il capitale viene aumentato da uno a dodici miliardi e in seguito la nomina di Piero Stucchi a direttori generale e l'anno seguente ad amministratore delegato.
Nel 1971 l'Istituto Finanziario Industriale (IFI), finanziaria di casa Agnelli, acquista il 53% delle azioni della Fabbri Editori: Dino e Rino si trasferiscono all'estero, mentre Giovanni resta nell'azienda in qualità di presidente, senza però avere un ruolo operativo, che viene affidato a Piero Stucchi Prinetti, in qualità di amministratore delegato. Nel 1972 Rino Fabbri si dimette dalla carica di consigliere.
Verso la fine degli anni settanta, Giovanni Fabbri entra nel mirino delle Brigate Rosse e decide di trasferirsi a Lugano, in Svizzera, dove tuttora risiede. Rino Fabbri sceglie il Paraguay, ove muore il 1º novembre 2012. Dino Fabbri è deceduto l'11 dicembre 2001 nella sua casa di Miami, in Florida.
Nell'autunno del 1979, dando alle stampe (seppur con un forte adattamento per il mercato italiano) il manga del Grande Mazinga, diventa il primo editore europeo ad aver pubblicato questo tipo di fumetto giapponese.

Nel 1980 la IFI accorpa le proprie attività editoriali. Nasce il «Gruppo editoriale Fabbri», che comprende le edizioni Bompiani, Etas Libri e Sonzogno.

### Anni novanta
Nel 1990 entra a far parte del gruppo RCS Media Group e continua a essere attiva nel settore editoriale dei libri di testo e delle pubblicazioni a dispense. Con la diffusione dell'home-video (in particolar modo dopo l'arrivo del DVD) la Fabbri stipula vari accordi che le permettono di distribuire, tramite la rete delle edicole, collane monografiche su attori (come ad esempio la collana dei film di 007 o le raccolte di film di Alberto Sordi e Gilberto Govi), registi o generi di film.

### Anni duemila
Il rilancio dell'area ragazzi di Rcs continua attraverso una collaborazione fra Fabbri Editori e DreamWorks Animation per la concessione della licenza all'utilizzo di alcuni personaggi della casa di produzione americana. La DreamWorks Animation ha scelto Fabbri Editori come partner editoriale per l’Italia. Nel 2014 Fabbri Editori ha conseguito uno dei suoi risultati migliori, facendo registrare una crescita a valore del 44%.

### Anni duemiladieci
Nel 2016, a seguito dell'acquisizione dei marchi editoriali di RCS Libri da parte del Gruppo Mondadori, anche Fabbri entra a far parte del gruppo di Segrate.
Inoltre la vecchia sezione della Fabbri Editori dedicata al settore del collezionismo oggi continua la propria attività sotto il marchio Centauria